# الرياضة في الهند

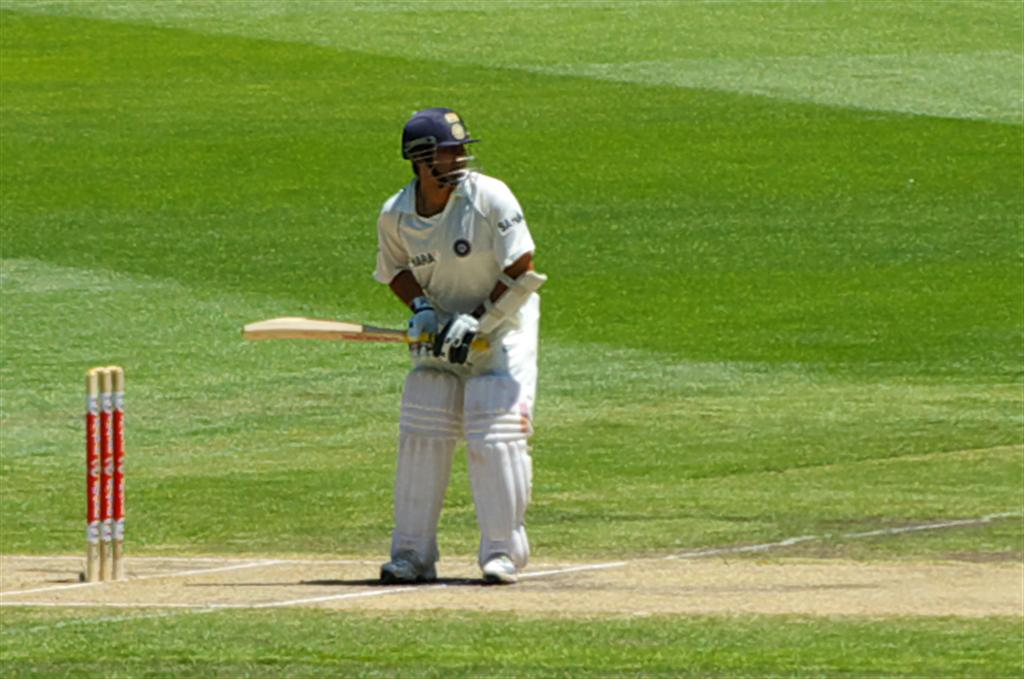
لاعب الكريكت الهندي ساشين تندولكر

تشير الرياضة في الهند إلى مجموعة كبيرة ومتنوعة من الألعاب الممارسة في الهند والتي تتنوع بين الألعاب القبلية والألعاب الرياضية الشائعة مثل لعبة الكريكيت وتنس الريشة وكرة القدم. ينعكس تنوع الثقافات والأفراد والقبائل في الهند وتراثها الاستعماري في مجموعة واسعة من التخصصات الرياضية في البلاد.
تعد الكريكيت من أكثر الرياضات شعبية في الهند، إذ استضافت البلاد وفازت بالعديد من كؤوس العالم للكريكيت. تُعد هوكي الحقل أنجح رياضة شاركت الهند فيها في دورة الألعاب الأولمبية إذ حقق فريق الرجال الهندي 8 ميداليات ذهبية أولمبية فيها. كابادي هي الرياضة الأصلية الأكثر شعبية في البلاد، توجد العديد من الرياضات الشعبية الأخرى في الهند مثل كرة الريشة وكرة القدم والرماية والمصارعة والملاكمة والتنس والاسكواش ورفع الاثقال والجمباز وألعاب القوى وتنس الطاولة وكرة السلة والكرة الطائرة ورياضة ركوب الدراجات، بالإضافة لممارسة رياضات شعبية محلية أخرى مثل لعبة الشطرنج، وكو-كو، والقتال بالطائرات الورقية، والكريكيت باستخدام الساق، والبولو، والسنوكر، وغليداندا.
استضافت الهند وشاركت في استضافة العديد من الأحداث الرياضية الدولية، أبرزها كأس العالم للكريكيت في أعوام 1987 و1996 و2011، وألعاب آسيا 1951 و1982 ، ودورة ألعاب الكومنولث 2010، وكأس العالم تحت 17 عام 2017.
تشتمل البطولات الرياضية الاحترافية المحلية في البلاد على الدوري الهندي الممتاز، ودوري 20 للكريكيت، والدوري الهندي للمحترفين ودوري السوبر الهندي (كرة القدم) ودوري كابادي للمحترفين (كابادي)، والدوري الهندي لهوكي الحقل، ودوري كرة الريشة الممتاز، ودوري المصارعة الاحترافية (المصارعة)، ودوري تنس الطاولة، ودوري الكرة الطائرة للمحترفين.
تشتمل الفعاليات الرياضية الدولية الكبرى المقامة سنويًا في الهند على بطولة تشيناي المفتوحة للتنس، وبطولة الهند المفتوحة للجولف، وبطولة الهند المفتوحة في الريشة.
تُعد جائزة «راجيف غاندي» أعلى جائزة رياضية في الهند، بينما تُمنح جائزة «دروناكاريا» للتميز في التدريب.

## تاريخ

### الفترة القديمة والقرون الوسطى
يرجع تاريخ الرياضة في الهند إلى الفترة الفيدية. غذت الحقوق الدينية في الهند القديمة التربية البدنية. تقول المانترا في آثارفافيدا «الواجب في يدي اليمنى وثمار النصر في يدي اليسرى». تحمل هذه الكلمات نفس مشاعر القسم الأولمبي التقليدي تجاه المثل الأعلى:«من أجل شرف بلدي ومجد الرياضة».
تطورت لعبة تنس الريشة الحديثة ابتداء من لعبة الأطفال القديمة المعروفة في إنجلترا باسم الباتل دور والريشة، وهي لعبة شاعت في الهند القديمة. كان الباتل دور عبارة عن مجداف أما الريشة كانت فلينة صغيرة الريش، تسمى الآن «الريشة».
نشات الألعاب مثل لعبة الشطرنج ولعبة السلم والثعبان من الألعاب الهندية القديمة شطورنجا وغيان شاوبر، على التوالي. نُقلت لاحقًا إلى الدول الأجنبية بعد أن حُدثت أكثر.
ظهر أثناء حكم الإمبراطورية المغولية نوع من المصارعة المعروفة باسم بلواني، من خلال الجمع بين الملا يوذا الأصلية وتأثيرات الزورخانة.

### فترة الاستعمار البريطاني
تنافست الهند البريطانية في ست ألعاب أولمبية خلال الفترة الاستعمارية، وفازت بعدة ميداليات في لعبة الهوكي.
نشأت السنوكر في أواخر القرن التاسع عشر بين ضباط الجيش البريطاني المتمركزين في الهند.
نشأت لعبة البولو الحديثة في الهند البريطانية في القرن التاسع عشر في مانيبور، إذ عُرفت اللعبة باسم «ساجول كانجاي» أو «كانجاي بازي» أو «بولو». اسم «البولو» هو النسخة الإنجيلية منها.
تأسس أول نادي بولو في زيلشر في آسام في عام 1833. أُنشئ نادي البولو الذي ما زال موجودًا حتى الآن في عام 1862 باسم نادي بولو كالكوتا.
أسس دورابجي تاتا -بدعم من مدير جمعية الشبان المسيحيين آنذاك الدكتور إيه.جي نوهرين- الرابطة الأولمبية الهندية في عام 1927.

### فترة ما بعد الاستقلال
استضافت الهند دورة الألعاب الآسيوية في نيودلهي في عامي 1951 و1982. أنشئت وزارة شؤون الشباب والرياضة الحالية في البداية وأصبحت وزارة الرياضة في عام 1982 في وقت تنظيم دورة الألعاب في نيودلهي. غُير اسمها إلى قسم شؤون الشباب والرياضة خلال الاحتفال بالسنة الدولية للشباب في عام 1985. استضافت الهند أيضًا أو شاركت في استضافة العديد من الأحداث الرياضية الدولية، بما في ذلك كأس العالم للكريكيت في 1987 و1996 و2011، وألعاب الأفرو آسيوية 2003، وكأس العالم للهوكي 2010، وألعاب الكومنولث لعام 2010. تشمتل الفعاليات الرياضية الدولية الكبرى السنوية في الهند على بطولة تشيناي المفتوحة وماراثون مومباي وداراثون هاف دلهي. استضافت البلاد أول سباق الجائزة الكبرى الهندي في عام 2011.

## الإدارة
تقع المسؤولية السياسية عن الرياضة في الهند على عاتق وزارة الرياضة التابعة لوزارة شؤون الشباب والرياضة. تعمل الإدارة تحت إشراف سكرتير حكومة الهند، في حين يرأس الوزارة عادة وزير دولة. يمثل الاتحاد الوطني للرياضة المعترف به من قبل الوزارة (إن-إس-إف) كل رياضة أولمبية وغير أولمبية، باستثناء وحيد هو مجلس مراقبة لعبة الكريكيت في الهند (بي-سي-سي-آي)، والذي لا يمثل (إن-إس-إف). اعتبارًا من عام 2019، انضم 56 من قوات الأمن الوطني للوزارة. انتُقد وجود السياسيين على رأس العديد من هذه الاتحادات بسبب عدم الكفاءة والفساد.
تدعم الهيئة الرياضية في الهند -الذراع الميداني للوزارة- المواهب وتربيتها لدى الشباب وتوفر البنية التحتية اللازمة والمعدات ومرافق التدريب والمنافسة لهم.
الرابطة الأولمبية الهندية (آي-أو-إيه) مسؤولة عن مشاركة الكتيبة الهندية في الألعاب الأولمبية وألعاب الكومنولث والألعاب الآسيوية (الخارجية والداخلية والشاطئية) وألعاب جنوب آسيا. تختار الاتحادات الوطنية المعنية الفرق الوطنية ومن ثم يوصى بها إلى (آي-أو-إيه) من أجل الرعاية الرسمية للمشاركة في تلك الألعاب.

## الجوائز
تُعد جائزة راجيف غاندي خيل راتنا أعلى جائزة في الهند للإنجاز الرياضي. إذ تعترف بـ«الأداء الرياضي المذهل والأكثر تميزًا». اعتبارًا من عام 2018، ضمت الجائزة ميدالية وشهادة وجائزة نقدية بقيمة 7.5 لكح (11000 دولار أمريكي).
تُمنح جائزة درونكاريا للتميز في التدريب. يكرم المدربون «الذين قاموا بعمل رائع وجدير بالثقة على أساس ثابت» بهدف تحفيزهم نحو «رفع مستوى الرياضيين». اعتبارًا من عام 2017، ضمت الجائزة تمثالًا برونزيًا من درونكاريا وشهادة وملبسًا احتفاليًا وجائزة نقدية بقيمة 5 لكح (7200 دولار أمريكي).

## الهند في الأحداث الرياضية الدولية الكبرى

### الألعاب الأولمبية
مثّل رياضي واحد -نورمان بريتشارد- الهند في أولمبياد 1900، وحقق ميداليتين فضيتين. أرسلت الهند فريقها الوطني الأول إلى الألعاب الأولمبية في عام 1920، وشاركت في كل الألعاب الأولمبية الصيفية منذ ذلك الحين. شاركت الهند أيضًا في العديد من الألعاب الأولمبية الشتوية منذ عام 1964.
اعتبارًا من عام 2016، فازت الهند بما مجموعه 28 ميدالية أولمبية صيفية. فازت الهند بأول ميدالية ذهبية في لعبة الهوكي للرجال في دورة الألعاب الأولمبية لعام 1928. أصبح أبهيناف بيندرا أول هندي يفوز بذهبية فردية في الألعاب الأولمبية بعد فوزه بحدث البندقية الهوائية البالغ طوله 10 أمتار في أولمبياد 2008، أما أول ميدالية ذهبية جماعية للهند كانت منذ عام 1980، عندما فاز فريق الهوكي الميداني للرجال بالميدالية الذهبية.
حصلت الهند على عدد قليل جدًا من الميداليات الأولمبية، على الرغم من أن عدد سكانها يتجاوز المليار، ونصفهم تقريبًا دون سن 25 عامًا. ووفقًا للعديد من الإحصائيات غير الرسمية، فإن الهند لديها أقل عدد من إجمالي الميداليات الأولمبية للفرد (من بين تلك الدول التي فازت بميدالية واحدة على الأقل). قُدمت تفسيرات عديدة لهذا الأمر، مثل الفقر وسوء التغذية واهمال البنية التحتية والافتقار إلى الرعاية وسرقة الأموال والمعدات والفساد السياسي وعدم التنظيم المؤسسي والجمود الاجتماعي وهيمنة الكريكيت والعوامل الثقافية الأخرى.